# بيت عدين
بيت عدين  قرية سوريّة تتبع إداريّاً لمحافظة حلب منطقة عفرين ناحية راجو، بلغ تعداد سكانها 2,722 نسمة حسب التعداد السكاني لعام 2004.